# Micy

Brasão de Micy.

Micy é uma localidade francesa na margem sul do Rio Loire (e próxima da junção deste com Rio Loiret). No ano 501 é fundado, nas terras doadas pelo rei Clóvis I, o mosteiro beneditino de Micy, sendo São Maximino o seu primeiro abade.